# HD 58635
HD 58635，又名CD-37 3549，SAO 197975、HR 2843，是一颗恒星，视星等为6.84，位于銀經249.87，銀緯-10，其B1900.0坐标为赤經7h 21m 14.9s，赤緯-37° -10′ 41″。